# Paul-Émile Bécat
Paul-Émile Bécat (né à Paris 11e le 2 février 1885 et mort à Paris 14e le 20 janvier 1960) est peintre, graveur et dessinateur français et titulaire d'un premier second grand prix de Rome en 1920. Il est mieux connu aujourd'hui comme illustrateur de livres érotiques.

## Biographie
Il est élève des peintres Gabriel Ferrier et François Flameng et expose au Salon des artistes français dès 1913. Il se fait connaître pour des portraits d'écrivains français.
Membre de la Société coloniale des artistes français, il effectue plusieurs voyages en Afrique et remporte les deux principaux prix africains, le prix pour l'Afrique-Occidentale française et le prix pour l'Afrique-Équatoriale française, s'imposant comme un bon représentant de l'africanisme.
De retour de voyages au Congo français, au Gabon, et au Soudan, il se spécialise à partir de 1933 dans la technique de la pointe sèche qu'il met au service de textes érotiques et galants : on lui doit également le jeu de cartes Le Florentin, édité par Les Jarres d'Or à Paris.
Il est l'époux de l'artiste brodeuse Marie Monnier et devint par elle le beau-frère d'Adrienne Monnier, libraire-éditrice et femme de lettres.

## Œuvre graphique
- Pierre Louÿs, Aphrodite : mœurs antiques ; Les Aventures du roi Pausole, éditions Le Vasseur et Cie, 1947, in 4° en ff. sous emboîtage, illustré de 18 gravures à l'eau-forte en couleurs tiré à 540 exemplaires numérotés
- Pierre l'Arétin, Ragionamenti, Paris, éditions G. Raoult, 1959, 2 vol. in 4° (24,5 x 19,5 cm) en feuilles sous chemise et emboîtage d'éditeur
- Brantôme, Vie des dames galantes
- Pierre Choderlos de Laclos, Les Liaisons dangereuses , Paris, Athêna, s.d., 2 vol. in 8° (22 x 17 cm)
- Paul Verlaine, Les Amies
- Mathieu-François Pidansat de Mairobert, La Secte des anandrynes. Confessions de mademoiselle Sapho, Paris, Bibliothèque des curieux, 1952, tirage à 750 exemplaires numérotés, 12 pointes sèches en couleurs
- Théophile Gautier, Fortunio ou l'Eldorado, éditions Germaine Raoult, 1956, tirage à 390 exemplaires numérotés
- Antoine Bret (attribué à), La Belle Alsacienne ou Telle mère, Telle fille, Paris, Le Livre du Bibliophile, 1958, 12 illustrations galantes  en couleurs
- Georges Marilly, L'Apprentissage amoureux, Le Livre du Bibliophile, 1959, 12 illustrations galantes en couleurs
- Faits et gestes du vicomte de Nantel - Ma vie de garçon, Le Livre du Bibliophile, Paris, 1960, 12 illustrations galantes en couleurs
- René Boylesve, Le Parfum des îles Borromées, édition d'art H. Piazza, 1933
- Voltaire, Le Taureau blanc[3], 1 des 5 volumes des contes et romans de Voltaire, Paris, Arc-en ciel, 1951, 5 volumes in 8°, plein chagrin bordeau, dos à 4 nerfs, compartiments décorés, tirage limité à 2 200 exemplaires, illustrés de 60 H.T. en couleurs comprenant Candide, Les Lettres d'Amabed, Zadig ou la destinée, Micromégas, Le Blanc et le Noir, L'Homme aux quarante Écus
- John Cleland, Mémoires de Fanny Hill, femme de plaisir, s.l.n.d. 2 vol. in 12° brochés sous chemise et étui, 10 pointes sèches H.T. très libres, tirage limité à 550 exemplaires
- Pierre Louys, Histoire du roi Gonzalve et des 12 princesses, Liège, aux dépens d'un dilettante, 1935. Grand in 8° en ff sous chemise et étui, orné de 6 superbes eaux-fortes originales en couleurs H.T. Tirage limité à 171 exemplaires.
- Huit images avec leur texte, Paris, 1932. Édition originale : Suite de 8 eaux-fortes H.T. très libres. Texte, couverture et justification entièrement gravés ainsi que les 18 vignettes les accompagnant. La plus fameuse suite érotique de Bécat. Très rare.
- Paul Verlaine, Œuvres libres, Bruxelles, 1948, aux dépens d'un groupe de bibliophiles, in 4°, orné de 12 lithographies libres en couleurs, tirage à 522 exemplaires numérotés.
- Spaddy (Renée Dunan), Colette ou les amusements de bon ton, roman, à Saint Cloud, au temple de Cythère, Paris, Duflou, 1936, édition originale in 8° de 15 pages tirée à 350 exemplaires sur pur fil Lafuma et illustré de 12 planches en couleurs
- Spaddy, Dévergondages, souvenirs érotiques, Saint-Raphaël, A la fontaine des nymphes, Maurice Duflou, 1937, roman inédit, édité pour un groupe d'amateurs et non mis dans le commerce, tirage à 260 exemplaires numérotés et orné de 12 illustrations H.T libres, en couleurs
- Varley (Michèle Nicolaï), Une jeune fille à la page. A la villa Brigitte, collection des deux hémisphères, Paris, Duflou, vers 1939, in 8° de 140 p. Rare édition limitée à 400 exemplaires numérotés sur vélin surfin, orné de 12 gravures libres en couleurs.
- L’Œuvre libertine des poètes du XIXe siècle, Paris, Georges Briffaut, 1951, illustrations originales galantes
- Ovide, L'Art d'aimer, pointes-sèches in texte et lettrines de Bécat , Paris, Athêna, s.d.
- Ovide, Les Amours, pointes-sèches in texte et lettrines, de Bécat, Paris, Athêna, 1954, 1 des 185 exempl. numérotés avec une suite en noir avec remarques
- Alexis Piron, Œuvres badines, compositions originales en couleurs galantes de Bécat, Paris  Georges, Briffaut, 1949 avec une suite en noir des 18 illustrations
- Paul Verlaine, Chansons pour Elle et Odes en son honneur, pointes-sèches de Bécat, Paris, Les Heures claires, 1954, in 4° (27 x 22 cm) en feuilles sous chemise et emboîtage d'éditeur
- Paul Verlaine, Fêtes galantes, illustré de dessins originaux de Bécat, Paris, Le livre de qualité, s.d. in 8° (24,5 x 12,5 cm)
- Paul Verlaine, Poèmes d'amour, Paris, Georges Guillot, 1946, 1 des 474 exemplaires sur Rives à la Forme, 21 pointes sèches de Bécat, coloriées à la main par Jean et Paulette Monnier et 45 lettrines de Marie Monnier
- Denis Diderot, La Religieuse, Paris, Pierre Larive, 1947, 1 des 250 sur pur chiffon Lafuma, comportant une suite en noir et complet des 15 illustrations galantes en couleurs
- Nerciat, Le Doctorat impromptu, Paris, Édition Eryx, 1946, in 4° (27,5 x 21 cm) avec 8 illustrations H.T., une suite en noir et 2 lithographies libres ajoutées, 1 des 200 sur vélin de Renage
- Crébillon Fils, Tanzaï et Néadarné, Paris, éditions Eryx, 1950, in 4° (23,5 x 29 cm) à en cahiers sous chemise cartonnée et emboîtage. Un des 28 sur Vélin de Rives avec une suite en noir, une suite en sanguine et la planche refusée en noir
- René Boylesve, La Leçon d'amour dans un parc, Paris, les Heures claires, 1951 suivi des Nouvelles Leçons d'amour dans un parc, pointes-sèches de Bécat, Paris, les Heures claires, 1952, in 4° (28,5 x 23 cm) en feuilles sous couverture rempliée, chemise et emboîtage d'éditeur. Un des 270 avec une suite en noir avec remarques
- René Boylesve, Le Pied fourchu, Paris, Éditions du Baniyan, 1959, in 4° (28,5 x 23 cm), un des 150 exemplaires numérotés sur Rives avec une suite des gravures avec remarques, 15 pointes-sèches
- René Boylesves, Les Bains de Bade, Paris, Éditions du Banyan, 1958, in 4°, en feuilles sous couverture rempliée, chemise et emboîtage d'éditeur, pointes-sèches originales de Bécat, 1 des 350 sur Rives
- Jean de La Fontaine, Les Amours de Psyché et Cupidon, Paris, les Heures claires, 1955, in 4° (28 x 23 cm), tirage à 500 exemplaires complet de 15 pointes-sèches de Bécat.
- Brededin (Docteur Jacobus), La Vie  des seins, Paris, Les Heures claires, s.d. (1955), tiré à 450 exemplaires, bel exemplaire  relié 1/2 chagrin rouge à coins, tranche dorée sous emboîtage, compler des 15 pointes-sèches dont 1 frontispice et 7 H.T.
- Dorat, Les Baisers, ill. de Bécat, s.l. (Paris), Eryx, 1947, in 4° demi maroquin rouge à coins, dos à 5 nerfs, tr. dorée sous étui, illustré de 21 hors-texte en couleurs. Tirage limité à 695 exemplaires. 1 des 195 sur chiffon Renage auxquels il a été ajouté une suite en noir des aquarelles et une suite coloriée des 7 originaux inédits réservée à l'exemplaire no 1.
- Dr Jacobus Brededin, La Femme, confidences intimes. Édition de l'Ibis, Paris, 1968, 1 vol. in 4°, tiré à 800 exemplaires numérotés et illustrés de 12 pointes sèches en couleurs, reliure d'éditeur en pleine soie rouge ornée.
- Raymond Radiguet, Le Diable au corps, 12 compositions gravées en couleurs de Bécat, Paris, Georges Guillot, 1957, in 4° (28 x 22,5 cm) en feuilles sous chemise et emboîtage d'éditeur.
- Hugues Rebell, Les Nuits chaudes du cap français. Paris, Éditions Germaine Raoult, 1953, in 4°(28 x 23) en feuilles rempliée et emboîtage d'éditeur, 1 des 69 exemplaires numérotés avec une suite en noir avec remarques  et une planche refusée en 2 états.
- Montesquieu, Le Temple de Gnide. Éditions Eryx, 1954, in 8° reliure plein chagrin rouge, 1 des 75 exemplaires numérotés enrichi de 2 suites sur Annam en 2 tons des 11 pl. gravées avec un envoi de Bécat
- Fougeret de Monbron, Le Canapé. 11 pointes-sèches originales de Bécat, Paris, Eryx, sous la direction de H. Neumayer, 1955, in 12 en ff, 1 des 75 exemplaires avec 2 suites avec remarques et une planche refusée
- Casanova, Mes amours à Venise, Paris, George Raoult, 1954, in 4° en ff sous emboîtage d'éditeur , illustré de 20 gravures originales à l'eau-forte en noir et blanc, tirage limité à 410 exemplaires numérotés sur vélin de Rives
- Diderot, Les Bijoux indiscrets, Paris, Levasseur et Cie, in 8° broché illustré de 21 pointes sèches originales en couleurs, tirage limité à 511 exemplaires numérotés, 1 des 410  sur vélin de rives
- Prévot (François-André dit l'abbé de), Histoire du chevalier de Grieux et de Manon Lescaux, Paris, Levasseur et Cie, éditeur Marcel Lubineau, 1941, in 4° en ff sous emboîtage d'éditeur, illustré de 20 gravures originales en couleurs  in et en hors-texte, tiré à 500 exemplaires numérotés, 1 des 450 sur Arches
- Jacques Cazotte, Le Diable amoureux, la Tradition, Paris, 1936, in 8° illustré de 16 pointes-sèches en couleurs, tiré à 500 exemplaires numérotés
- Gabriel Soulage, Le Malheureux Petit Voyage ou la misérable fin de la Marsaille raportée par Marie-Toinon Cerisette sa fidèle et dévouée servante, avec 20 gravures sur cuibvres en couleurs de Bécat, aux éditions du Baniyan, 1950, in 4° de 186 pp, tirage limité à  140 exemplaires numérotés, 1 des 400 sur demi-chiffon, exemplaire n° 429, sous double emboîtage d'éditeur
- Pierre de Ronsard, Les Amours, Paris, Les heures claires, 1950, 21 pointes sèches de l'artiste, tirage à 500 ex.
- Gérard de Nerval, Sylvie, Paris, Les heures claires, 1949, in 4° de 150 p., 1 des 15 sur vélin, contenant 1 dessin original en couleurs, 1 cuivre, 1 suite en noir avec remarques des illustrations gravées sur cuivre et 1 suite des illustrations sur bois